# Margaret Shelby
Alma Margaret Reilly (16 de junio de 1900 – 21 de diciembre de 1939) fue una actriz teatral y cinematográfica estadounidense. 

## Biografía
Su verdadero nombre era Margaret Reilly, y nació en San Antonio (Texas). Era hija de la actriz Charlotte Shelby, y hermana mayor de la también actriz y estrella del cine mudo Mary Miles Minter.
Margaret fue una actriz infantil de éxito, empezando a trabajar profesionalmente desde temprana edad. Su primera actuación teatral en Broadway fue en la obra de Grace Livingston Furniss The Fibber. En 1916 Shelby y su hermana, Mary Miles Minter, ambas adolescentes, actuaron juntas en el cine, en el film dirigido por James Kirkwood, Sr. Faith. Aunque era atractiva y tenía talento como actriz, su carrera cinematográfica se limitó principalmente a papeles de reparto en algunas de las películas de su hermana. Su hermana dejó la industria cinematográfica en 1924, y Shelby posteriormente hizo pequeños papeles en diversas producciones. Sin embargo, con la llegada del cine sonoro a finales de la década de 1920, su carrera finalizó.
Se casó con Hugh Fillmore, nieto del Presidente de los Estados Unidos Millard Fillmore, divorciándose la pareja en 1927. A finales de la década de 1930 Shelby sufría alcoholismo y depresión. En marzo de 1937 se fugó a Yuma, Arizona, con Emmett J. Flynn, con el que se casó, aunque el matrimonio se anuló un mes más tarde, el 27 de abril de 1937. Flynn falleció en el mes de junio, y Margaret Shelby murió como consecuencia de complicaciones de su alcoholismo en 1939 en Los Ángeles, California. Fue incinerada, y sus restos esparcidos.
Además de por su carrera artística, Margaret Shelby ganó notoriedad por haber demandado a su madre a causa de la mala gestión y apropiación de sus honorarios, ganados mientras ella era actriz menor de edad. También fue notoria la acusación que hizo contra su madre el 13 de septiembre de 1938, implicándola en el asesinato del director cinematográfico William Desmond Taylor en 1922, el cual había iniciado en 1919 una relación sentimental con su hermana May Miles Minter. 

## Filmografía
- Billie (1912)
- Faith (1916)
- Peggy Leads the Way (1917)
- Her Country's Call (1917)
- Environment (1917)
- Wives and Other Wives (1918)
- Rosemary Climbs the Heights (1918)
- A Bachelor's Wife (1919)
- The Intrusion of Isabel (1919)
- The Amazing Impostor (1919)
- Jenny Be Good (1920)
- Clothes Make the Woman (1928)